# Elisabethiella reflexa
Elisabethiella reflexa är en stekelart som beskrevs av Wiebes 1975. Elisabethiella reflexa ingår i släktet Elisabethiella och familjen fikonsteklar.
Artens utbredningsområde är Aldabra. Inga underarter finns listade i Catalogue of Life.